# Jean-Pierre Collot
Pour les articles homonymes, voir Collot.
Jean-Pierre Collot, né le 5 mars 1764 à Montpellier et mort le 6 août 1852 à Paris, est un financier et un collectionneur français, qui fut, à ses débuts, proche de Bonaparte, en jouant un rôle non négligeable dans le financement du coup d'État du 18 brumaire. 

## Biographie
Jean-Pierre Collot est le fils de Marie Carenet et du marchand droguiste Pierre Collot.
La carrière financière de Jean-Pierre Collot commence réellement aux débuts du Directoire : avec son associé, un certain Caillard, il fait partie « des grandes compagnies qui avaient, depuis 1796, assuré leur service dans des conditions très onéreuses pour l’État, très fâcheuses pour les armées, et très profitables pour elles-mêmes ». Alors qu'il était un jeune adjudicataire partiel du service de l'armée des Alpes, Collot avait rencontré Bonaparte en 1793. Deux ans plus tard, avec un premier associé nommé Lavauverte, il sollicita, toujours pour le service des armées, le monopole de la livraison des vivres-viande, mais n'obtint que celui dédié aux armées d'Italie, des Alpes et du Midi. 
Le coup d’État du 18 Brumaire (9 novembre 1799) demanda une certaine assise du côté des capitaux : rien ne permet d'affirmer à ce jour que Collot finança celui-là. On sait, en revanche, que Collot avait un frère qui était banquier à Gênes et qu'il avait ouvert des crédits au général Bonaparte (500 000 francs). Cependant, au début de la campagne d'Égypte (mai-juin 1798), une brouille éclata entre « le fournisseur Collot », et Bonaparte. Une demande de remboursement non honorée ? un poste de Conseiller d’État réclamé par Collot et refusé par Bonaparte ? Toujours est-il que les deux hommes se réconcilient juste avant le 18 Brumaire. Les sommes prêtées par Collot sont largement inférieures à celles offertes par des hommes comme Ouvrard ou Michel jeune (respectivement 10 et 8 millions). Après l'instauration du Consulat, Bonaparte chercha un appui du côté des banques et de particuliers qui s'étaient montrés efficaces, mais en prenant garde à ne pas créer de situations monopolistiques. Outre la Banque de France, il initia un syndic de marchands préteurs appelé les Vingt Négociants réunis : Collot n'en fit pas partie. Toutefois, le 15 septembre 1801, Collot récupéra les fonctions de munitionnaire général de la Marine, au détriment de fournisseurs qui avaient fait défaut de paiement. L'on voit par là que, Bonaparte, en redistribuant les cartes de cette façon, revenait à ses premiers fournisseurs. Dans la foulée, Collot, prudent, se retira un an plus tard : mais il n'échappa pas pour autant à la faillite. Celle-ci le frappa en janvier 1803 lorsque Carié-Bézard, qui lui devait 1,5 million, se déclara en cessation. Les liens qui l'unissaient à Bonaparte jouèrent là encore en sa faveur puisqu’il fut ensuite nommé fournisseur général de l'armée d'Espagne (1808-1813).
Sous la Restauration, il est nommé receveur général des Finances des Bouches-du-Rhône de 1815 à 1822, puis directeur de la Monnaie, poste qu'il conserve jusqu’en 1842. Il est aussi l'un des délégués de l'assemblée générale de la Caisse générale du commerce et de l'industrie.

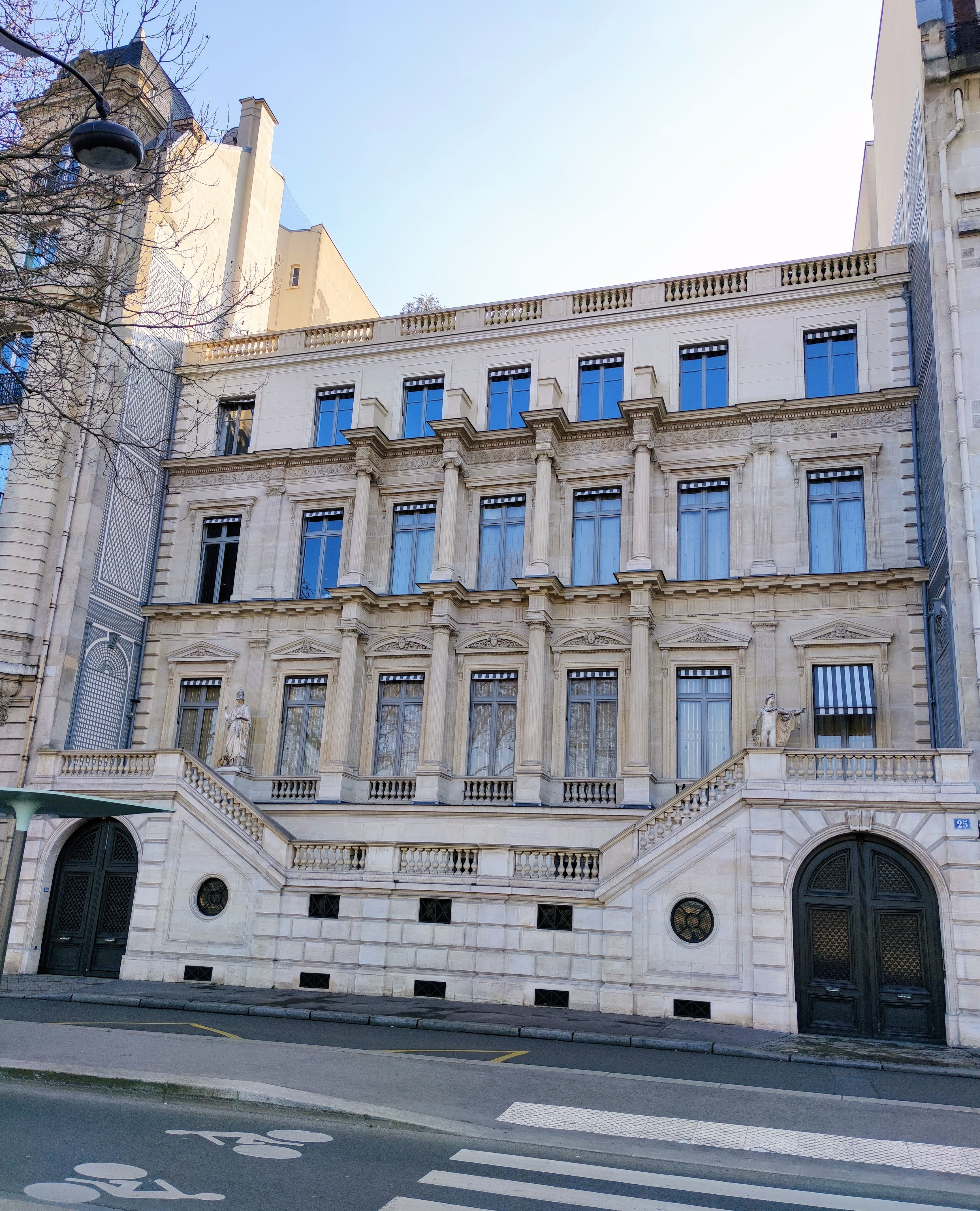
Hôtel Collot, 25, quai Anatole-France, Paris.

En 1840, il se fait construire un superbe hôtel particulier d'après les plans de Louis Visconti, situé au 25, quai Anatole-France (anciennement : quai d'Orsay). 
Durant toutes ces années, Collot est un collectionneur d'objets d'art renommé. Sa collection comprenait de nombreuses statues et vases anciens, mais aussi d'importants tableaux achetés en Italie pendant les campagnes de Bonaparte. À la mort de Collot en 1852, la collection fut dispersée lors de plusieurs ventes aux enchères. L'hôtel Collot fut également vendu en 1852, et passa au général Mahmoud Ben Ayed. Il est enterré au cimetière du Père-Lachaise (6e division).
Il épousa Anne Victorine Lajard, originaire comme lui de Montpellier. Il est le beau-frère de Jean-Antoine Chaptal et le beau-père de Gabriel-Edmond Rousseau de Saint-Aignan.